# Alternativní hlasování
Alternativní hlasování (též systém okamžitého rozhodujícího utkání či preferenční hlasování, někdy též anglicky instant-runoff voting) je pořadový a většinový volební systém umožňující mnohonásobnou volbu jedním hlasem. Používá se v Austrálii, je také znám jako australský systém, dále se používá v Nauru, při volbě prezidenta Irska a v USA (Aljaškaa Maine). Alternativní hlasování minimalizuje počet ztracených hlasů.
Každý volič může podle svých preferencí očíslovat jakéhokoli kandidáta. V prvním sčítání se zjišťuje, zda některý z kandidátů obdržel nad 50 % prvních hlasů.
- Pokud ano, je zvolen.
- Pokud ne, vyřazuje se nejslabší kandidát (ten s nejméně lístky, kde je uveden jako první) a jeho hlasy se dělí podle druhých míst na hlasovacích lístcích, kde byl uveden jako první:
  - Pokud získá některý kandidát teď většinu, je zvolen.
  - Pokud nikdo většinu nezíská, pokračuje se dále.

## Vlastnosti
Lze matematicky ukázat, že optimální strategií voliče je uvést na hlasu pořádí kandidátů takové, v jakém je skutečně preferuje. To je v kontrastu například s aktuálním volebním systémem v ČR pro volbu prezidenta republiky nebo senátora, kde systém může motivovat voliče dát hlas jinému kandidátovi, než kterého by preferoval jako prvního, aby s ohledem na průzkum volebních preferencí pomohl zabránit zvolení ještě méně preferovaného kandidáta. Zastánci alternativního hlasování argumentují, že vyjít pravidly voleb voliči vstříc v možnosti vyjádřit svou skutečnou preferenci tak činí tento systém demokratičtějším.